# سیارک ۳۹۱۶
سیارک ۳۹۱۶ (به انگلیسی: 3916 Maeva، نامگذاری:1981QA3) سه هزار و نهصد و شانزدهمین سیارک کشف شده‌است که در ۲۴ اوت ۱۹۸۱ کشف شد.
قدر مطلق سیارک برابر ۱۲٫۲۰ است.